# Kikue Yamakawa
Kikue Yamakawa (山川 菊栄?, Yamakawa Kikue; Tokyo, 3 novembre 1890 – Tokyo, 2 novembre 1980) è stata una scrittrice e attivista giapponese, uno dei membri fondatori dell'associazione socialista Sekirankai.

## Biografia
Kikue Yamakawa nacque a Tokyo nel 1890. Sua madre, Chise Aoyama, discendeva da una famiglia samurai di Mito, città in cui visse fino al 1872, quando suo padre cominciò a lavorare a Tokyo. Lo status relativamente privilegiato della sua famiglia le permise d'iscriversi nel 1908 all'accademia di lingua inglese Joshi Eigaku Juku (女子英学塾? lett. "Scuola femminile di studi inglesi"), ribattezzata nel 1948 Tsuda Juku Daigaku (津田塾大学? lett. "Scuola universitaria Tsuda") dal nome della sua direttrice, la pionieristica educatrice giapponese Umeko Tsuda. Durante gli anni universitari entrò in contatto con colleghe femministe come Ichiko Kamichika e Raichō Hiratsuka, quest'ultima è stata editrice del periodico Seitō (青鞜? lett. "Calze blu"). Il rapporto con Hiratsuka sarebbe stato particolarmente importante poiché l'avrebbe portato a partecipare alle pubblicazioni del Seitō per poi diventare parte della Seitōsha (青鞜社? lett. "Circolo Seitō").
Aveva opinioni contrastanti riguardo alla propria educazione. Era insoddisfatta dalla natura limitata dell'educazione ricevuta presso la Tsuda, poiché riteneva che consistesse solamente nell'insegnamento della lingua. Pensava che non vi fosse una scuola migliore da frequentare, dato che l'ammissione all'università era riservata agli uomini. Descriveva le sue insegnanti, Umeko Tsuda e Michi Kawai, come «puramente idealiste. Erano naïf e innocenti, totalmente tagliate fuori dal mondo reale. Erano completamente inconsapevoli di cosa gli studenti pensassero e di cosa stessero cercando.» D'altro canto, però, riconosceva a Umeko Tsuda il merito di aver ripudiato quella "morale della schiavitù" e quella "sottomissione passiva" caratteristiche delle altre scuole, scelta che fece di Tsuda una pioniera nel campo dell'educazione femminile. Si laureò dopo quattro anni di frequenza.
Nel 1916 sposò Hitoshi Yamakawa, uno dei primi membri del movimento comunista clandestino poi passato alla fazione Rōnōha (労農派? lett. "Gruppo dei lavoratori e agricoltori") del movimento socialista. Durante i primi anni di matrimonio, i due si mantenevano prevalentemente grazie alla scrittura, ma ben presto a Hitoshi venne vietata la pubblicazione dei propri scritti, mentre quelli di Kikue vennero pesantemente censurati. Non molto tempo dopo, contrasse la tubercolosi, come molti dei suoi connazionali dell'epoca. Dovette quindi momentaneamente mettere da parte il suo lavoro.

## Attivismo
È passata da teorica ad attivista nel momento in cui, nell'aprile 1921, ha contribuito alla fondazione dell'associazione socialista Sekirankai (赤瀾会? lett. "Associazione dell'Onda Rossa"). Lo scopo principale della Sekirankai consisteva nell'abolizione del capitalismo, visto come fonte primaria dell'oppressione nei confronti delle donne. Nello specifico l'associazione lottava affinché uomini e donne percepissero la stessa retribuzione, affinché la prostituzione venisse abolita e venissero stabiliti diritti speciali a tutela della maternità. Dopo una vita breve e tumultuosa, la Sekirankai venne definitivamente sciolta nel 1923, quando aveva assunto il nome di Yōkakai (八日会? lett. "Associazione dell'ottavo giorno").
La condizione delle donne, e in particolare quella delle lavoratrici, è stata al centro del suo interesse. Nel 1925 l'attivista sottopose all'attenzione di un partito proletario il suo programma per l'uguaglianza di genere. Il programma venne inizialmente rifiutato, ma riuscì a convincere i suoi colleghi della validità delle sue richieste. I sei punti del suo programma prevedevano:
1. Abolizione del sistema familiare patriarcale ed abolizione delle leggi a favore dell'ineguaglianza fra uomini e donne.
2. Uguali opportunità nel campo dell'istruzione e del lavoro.
3. Abolizione del sistema di prostituzione autorizzata.
4. Garanzia di salario minimo indipendentemente da sesso ed etnia.
5. Parità di retribuzione a parità di lavoro.
6. Tutela della maternità inclusi assistenza postnatale e divieto di licenziamento delle donne in gravidanza.[5]

Tutti i punti furono accettati, tranne il terzo che aveva diviso l'opinione del partito.
In più di una occasione non ha esitato nel muovere critiche nei confronti delle sue stesse colleghe. Oltre ad aver espresso un parere negativo sulla Shin fujin kyōkai (新婦人協会? lett. "Associazione delle nuove donne"), ha esplicitamente evidenziato il proprio distacco rispetto alle opinioni di Hiratsuka e Akiko Yosano in occasione del dibattito sulla tutela della maternità. Infatti, pur riconoscendo la forza delle loro argomentazioni, scrisse di loro che: «non hanno un programma volto ad un cambiamento politico di base ma, piuttosto, fanno affidamento su politiche di assistenza finanziaria che forniscono solamente soluzioni parziali» ed ancora che: «Diversamente da Yosano, io ho poca fede nel suffragio come veicolo per la creazione di una società ideale, e diversamente da Hiratsuka io non credo nell'attesa della benevolenza dello Stato. Questi sono i punti rispetto ai quali devo dichiarare di discostarmi da entrambe le scrittrici.»
I coniugi Yamakawa si ritirarono in una località di campagna nella prefettura di Kanagawa e cominciarono a guadagnarsi da vivere allevando quaglie. Nel frattempo, il movimento socialista giapponese venne dichiarato fuorilegge e nel 1937, Hitoshi, in quanto membro di spicco del movimento comunista, venne arrestato. Rimase in carcere per due anni e, dopo la guerra, si unì al Partito Socialista Giapponese assieme a sua moglie. Dal 1947 al 1951 lavorò come capo dell'ufficio donne e minori del ministero del lavoro. Hitoshi morì nel 1958, mentre Kikue portò avanti la sua attività di scrittrice fino alla sua morte, avvenuta nel 1980.